# Octavie la Jeune
Pour les articles homonymes, voir Octavie.
Octavie la Jeune, ou simplement Octavie (en latin Octavia Thurina Minor, 69 - 11 av. J.-C.), est la sœur du premier empereur romain, Auguste, et la demi-sœur d'Octavie l'Aînée. Elle est la fille de Caius Octavius et d'Atia Balba Caesonia, la nièce de Jules César. Elle a été l'une des femmes les plus en vue de l’histoire romaine, respectée et admirée par ses contemporains pour sa fidélité, sa noblesse et son humanité. De plus, Octavie a survécu dans une période de la Rome antique où beaucoup ont succombé aux trahisons et aux intrigues.

## Biographie

### Son enfance
Octavie naît à Nola en Italie. C'est la deuxième fille de Caius Octavius, mais la seule de son second mariage avec la nièce de Jules César, Atia Balba Caesonia. De ce second mariage naît également Octave, qui deviendra par la suite le premier empereur romain sous le nom d’Auguste.
Son père, gouverneur et sénateur romain, meurt en 59 av. J.-C. de causes naturelles. Par la suite, sa mère se remarie avec le consul Lucius Marcius Philippus.

### Son premier mariage
Vers 54 av. J.-C., son beau-père s’arrange pour la marier à Caius Claudius Marcellus Minor. Ce dernier est un homme de haut rang qui deviendra d’ailleurs consul en 50 av. J.-C. et qui appartient à une branche de la puissante famille plébéienne des Claudii Marcelli, branche de la gens Claudii, et qui descend de Marcus Claudius Marcellus, un grand général qui s’est illustré lors de la deuxième guerre punique.
En 54 av. J.-C., son grand-oncle César est impatient qu'elle divorce de son mari, afin qu'elle puisse se marier avec Pompée, qui vient juste de perdre son épouse Julia (fille de Jules César). Cependant, Pompée a apparemment décliné courtoisement la proposition, et le mari d'Octavie continue à s'opposer à César, notamment pendant son année de consul en 50 av. J.-C.
Ami de Cicéron, Marcellus est déjà un opposant de Jules César quand celui-ci envahit l'Italie, mais il ne prend pas  les armes contre le grand-oncle de son épouse à la bataille de Pharsale. Il sera par la suite pardonné par celui-ci. Dès lors, Octavia continue vraisemblablement de vivre avec son mari jusqu’à la mort de celui-ci en 40 av. J.-C. Elle a alors 29 ans — elle en avait environ 15 quand ils se sont mariés.
Ils ont trois enfants : deux filles Claudia Marcella Major et Claudia Marcella Minor, ainsi qu’un fils Marcus Claudius Marcellus.

### Son mariage avec Marc Antoine
Par un décret sénatorial, Octavie se marie avec Marc Antoine en octobre 40 av. J.-C., et devient ainsi sa quatrième épouse — sa troisième épouse Fulvie étant morte peu avant. Ce mariage a dû être approuvé par le sénat car elle était enceinte de son premier mari, récemment décédé. De plus, il s'agissait d’un mariage politique permettant de cimenter une alliance instable entre son frère Octave et Marc Antoine lors de la paix de Brindes. Malgré cela, Octavie semble avoir été une épouse fidèle et loyale[réf. souhaitée].
Entre 40 et 36 av. J.-C., Octavie et Marc Antoine vivent ensemble à Athènes. Elle élève les enfants de son premier mariage avec Marcellus, les deux fils du premier mariage de Marc Antoine ainsi que les deux filles qu’ils ont eues ensemble, Antonia Major et Antonia Minor. Durant cette période elle voyage avec son mari à travers les diverses provinces de la République.
Alors que les relations entre Auguste et Marc Antoine se dégradent de plus en plus, ce dernier abandonne son épouse et ses enfants pour rejoindre son ancien amour, la reine Cléopâtre VII d'Égypte — ils s'étaient déjà rencontrés en 41 av. J.-C. et avaient eu des jumeaux. En 36 av. J.-C., Octavie rentre à Rome avec ses enfants. À plusieurs occasions, elle joue le rôle de conseillère et de négociatrice politiques entre son mari et son frère. En témoignent des monnaies en bronze frappées en Achaïe sur lesquelles figurent au droit les bustes d'Antoine et d'Octave faisant face à celui d'Octavie. Le message est explicite : l’entente entre les deux triumvirs était garantie par Octavie,,.
Par la suite, Marc Antoine répudie Octavie en 32 av. J.-C., puis meurt en 30 av. J.-C. après avoir été défait par Auguste. Octavie vit alors tranquillement en élevant ses cinq enfants, ainsi que les enfants de Marc Antoine : Iullus Antonius, Alexandre Hélios, Cléopâtre Séléné et Ptolémée Philadelphe.

### La fin de sa vie
Auguste avait adopté le fils d'Octavie Marcus Claudius Marcellus en tant qu’héritier, mais celui-ci meurt de maladie en 23 av. J.-C. Octavie crée la Bibliothèque de Marcellus en sa mémoire, alors que son frère Auguste érige un théâtre, le théâtre de Marcellus, en son honneur. Ne parvenant pas à se remettre de sa mort, elle se retire de la vie publique et passe ses dernières années dans l'obscurité en portant le deuil de son fils.
Octavie décède en 11 av. J.-C. Son enterrement public a lieu la même année ; ses beaux-fils portent le cercueil. Bien que son frère, l’empereur Auguste ait proclamé le discours solennel funéraire et lui ait donné les honneurs posthumes les plus élevés (par exemple en édifiant la Porte d'Octavie et le Portique d'Octavie en sa mémoire, ou encore en la proclamant déesse et en construisant des temples en son honneur), il a cependant refusé, pour des raisons inconnues, plusieurs des honneurs décrétés pour elle par le sénat.
Octavie était l'une des premières femmes romaines à avoir des pièces de monnaie frappées à son effigie. Son portrait de profil accompagne celui de Marc Antoine sur des émissions datées de la période 39-36 av. J.-C.. 

## Représentations
- Dans le film Cléopâtre de Joseph L. Mankiewicz (1963), elle est interprétée par Jean Marsh.
- Dans la série télévisée Rome (2005), elle est interprétée par Kerry Condon et est dépeinte comme mélancolique.
- Dans la comédie musicale Cléopâtre (2009) de Kamel Ouali, elle est interprétée par Amélie Piovoso. Octavie y est caractérisée par son amour inconditionnel pour Marc-Antoine.
- Dans la série télévisée Domina (2021 - 2023) de Simon Burke, elle est interprétée par Claire Forlani.
- Dans la série télévisée Queen Cleopatra, diffusée en 2023 sur la plateforme Netflix, Octavia est incarnée par  Nada El Belkasmi[8].